# Église Saint-Pierre-et-Saint-Paul de Vellevans
Pour les articles homonymes, voir Église Saint-Pierre-et-Saint-Paul, Saint-Pierre et Saint-Paul.
L'église Saint-Pierre-et-Saint-Paul de Vellevans est une église du XVIIIe siècle avec clocher à dôme à impériale en tuiles vernissées à Vellevans dans le Haut-Doubs en Franche-Comté. Elle est dédiée à saint Pierre et à saint Paul.

## Historique
En 1740 une première église est construite. Elle tombe en ruine cinquante ans plus tard et est entièrement reconstruite entre 1854 et 1861.

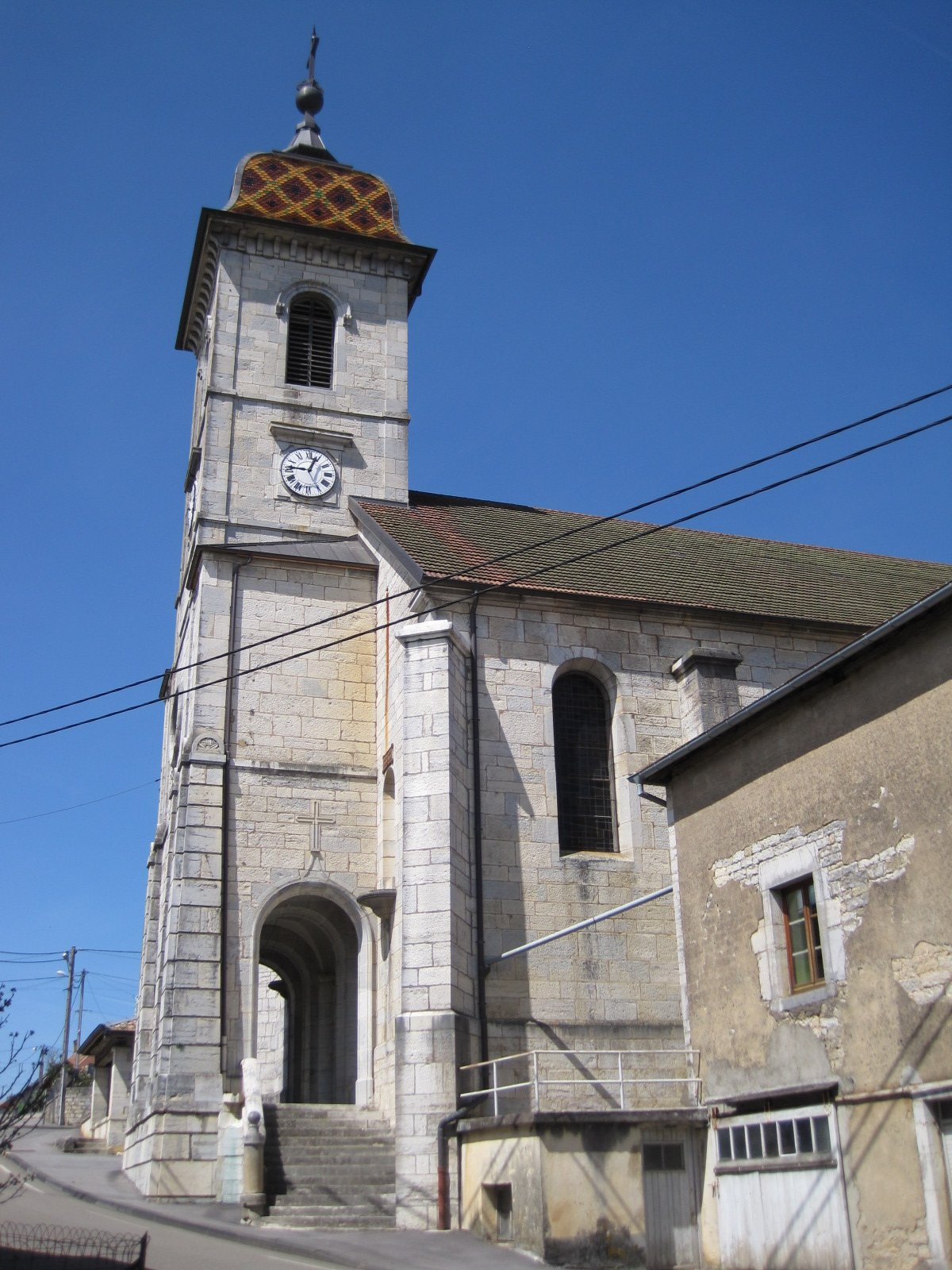
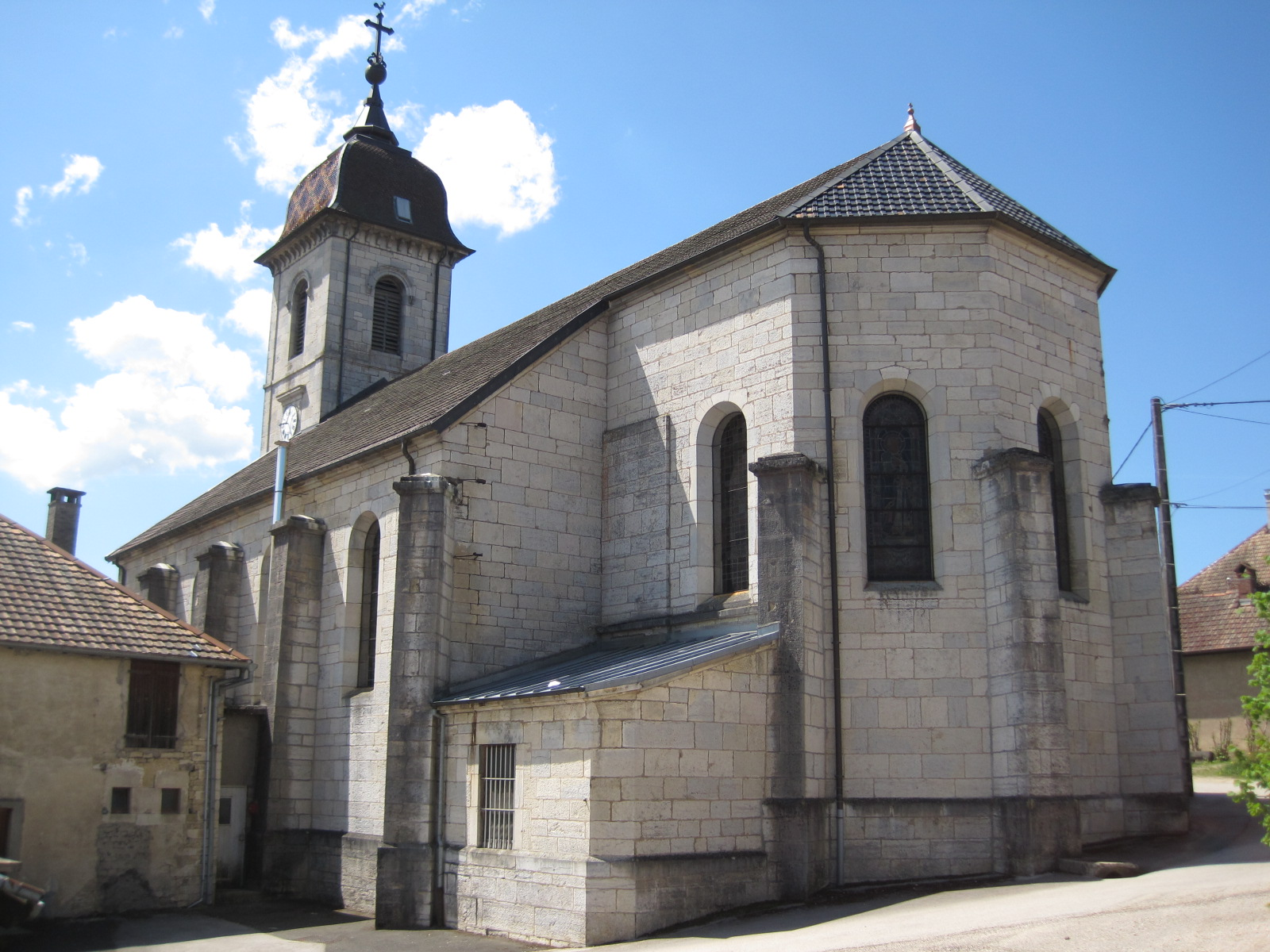
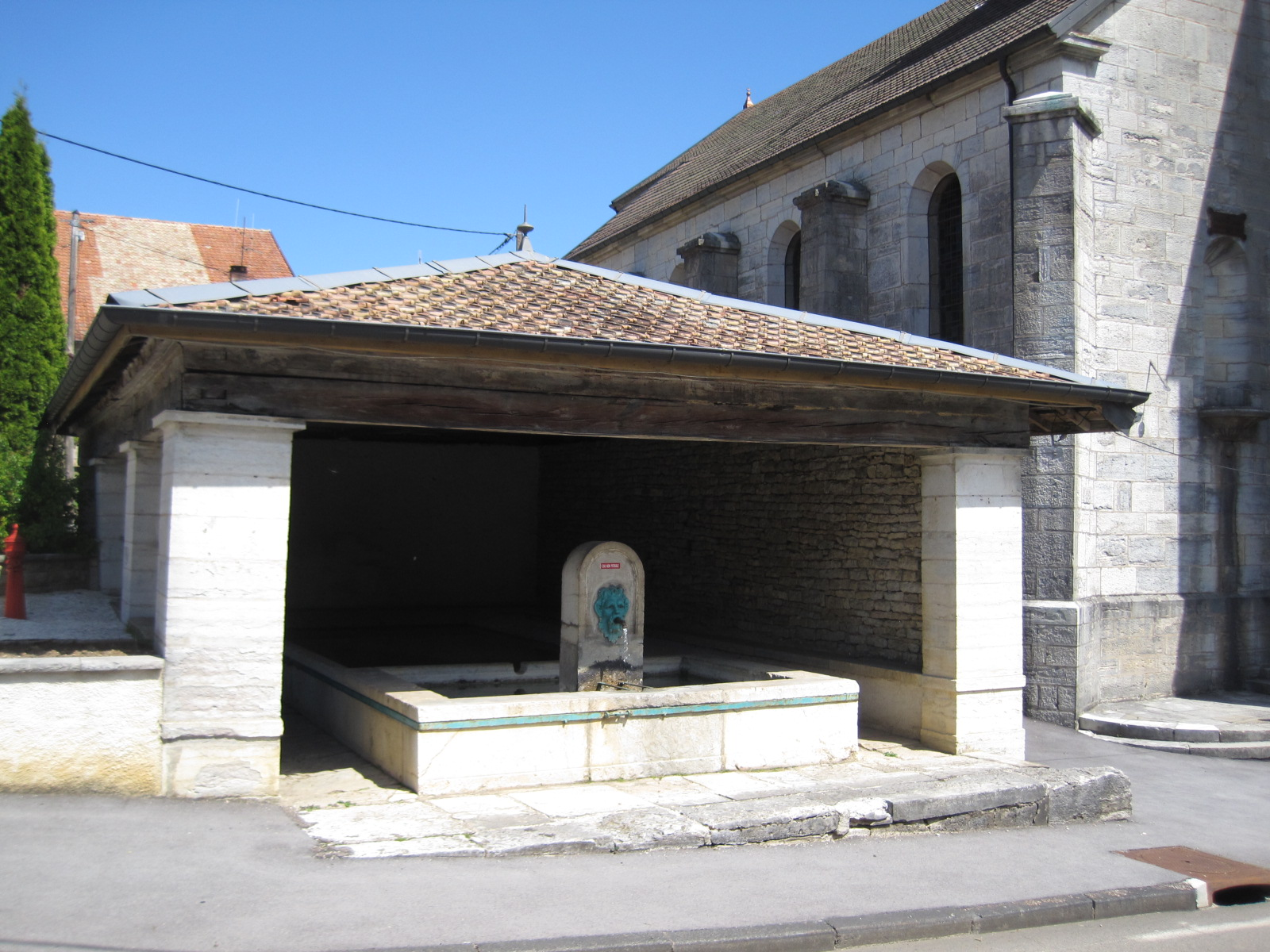